# أنتفيرب (مقاطعة)
أنتفيرب (بالهولندية:Antwerpen) هي مقاطعة تقع في أقصى شمال بلجيكا ضمن الإقليم الفلامندي، يحدها من الشمال هولندا ومن الغرب مقاطعة فلاندر الشرقية ومن الجنوب مقاطعة بارباند فلاماند ومن الشرق مقاطعة ليمبورغ. عاصمة المقاطعة وأكبر مدنها هي أنتويرب.